# Улица Траку
У́лица Траку (Троцкая улица, лит. Trakų gatvė, пол. ulica Trocka) — улица в Старом городе Вильнюса, одна из старейших в городе; в XVI веке на ней предпочитали жить вельможи, поэтому её иногда называли сенаторской . 
Длина улицы около 300 м. Пролегает между перекрёстком c улицами Вильняус и Вокечю и перекрёстком Пилимо и Йоно Басанавичяус. Продолжая улицу Доминикону, ведёт из центра города с востока на запад к прежней окраине города. От улицы Траку в южном направлении отходят улицы Кедайню и Пранцишкону. Проезжая часть улицы покрыта брусчаткой. Нумерация домов ведётся от перекрёстка с Пилимо. По южной правой стороне нечётные номера, по северной левой — чётные.

## История
Одна из немногих улиц в Вильнюсе, которая не меняла своего названия. Улица сформировалась уже в XIV веке, её продолжением был Троцкий тракт, ведущий к Трокам. В конце улицы стояли Троцкие ворота городской оборонительной стены. У ворот взимался специальный сбор, благодаря которому улица была вымощена брусчаткой едва ли не первой в городе. Уже с XVI века действовал водопровод, по которому доставлялась вода из Вингерских родников в дома вельмож и францисканский монастырь. .

## Примечательные здания
На улице находится ряд зданий, примечательных в архитектурном, историко-архитектурном, историческом отношении.

### Дворец Тышкевичей

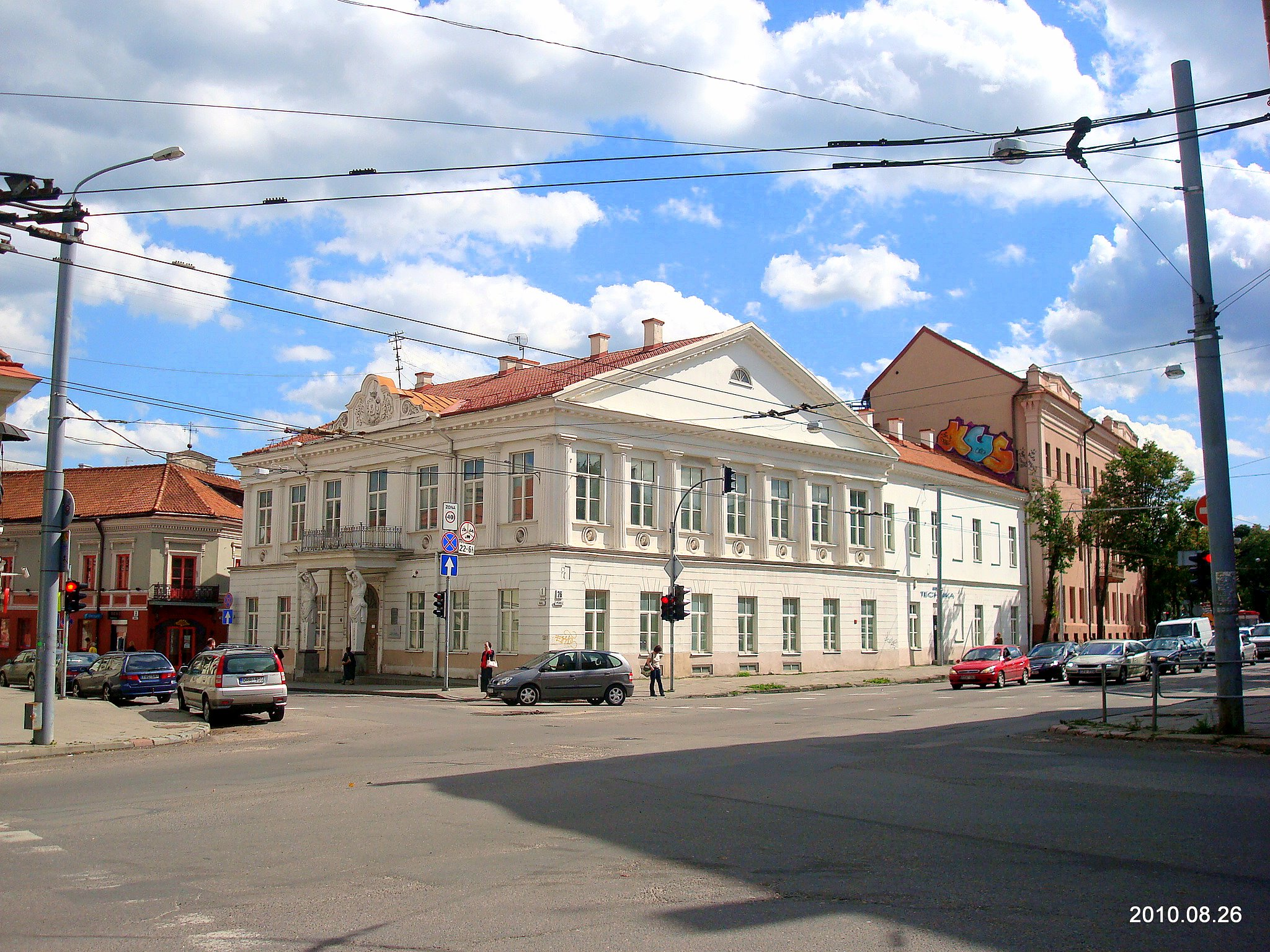
Дворец Тышкевичей

На углу улиц Пилимо и Траку находится двухэтажный дворец Тышкевичей (Trakų g. 1 / Pylimo g. 26), в стиле позднего классицизма реконструированный архитектором Лауринасом Стуокой-Гуцявичюсом в конце XVIII века. Вскоре дворец перешёл в собственность Тышкевичей, по заказу которых в 1840 году архитектор Томаш Тышецкий реконструировал здание.
В середине XIX века по проекту архитектора Николая Чагина сооружён портал с балконом над ним, поддерживаемым двумя атлантами (скульпторы Франческо Андриолли и его ученик Юзеф Козловский) .
Во дворце устраивались концерты; граф Евстафий Тышкевич до основания виленского Музея древностей держал во дворце часть своих коллекций. В 1944—1991 в этом здании работала Вильнюсская специальная средняя школа подготовки начальствующего состава МВД СССР училище имени Юозаса Барташюнаса, в 1991—1997 годах — Вильнюсское училище права. В настоящее время в здании располагается архитектурный факультет Вильнюсского технического университета Гедиминаса.

### Дворец Умястовских

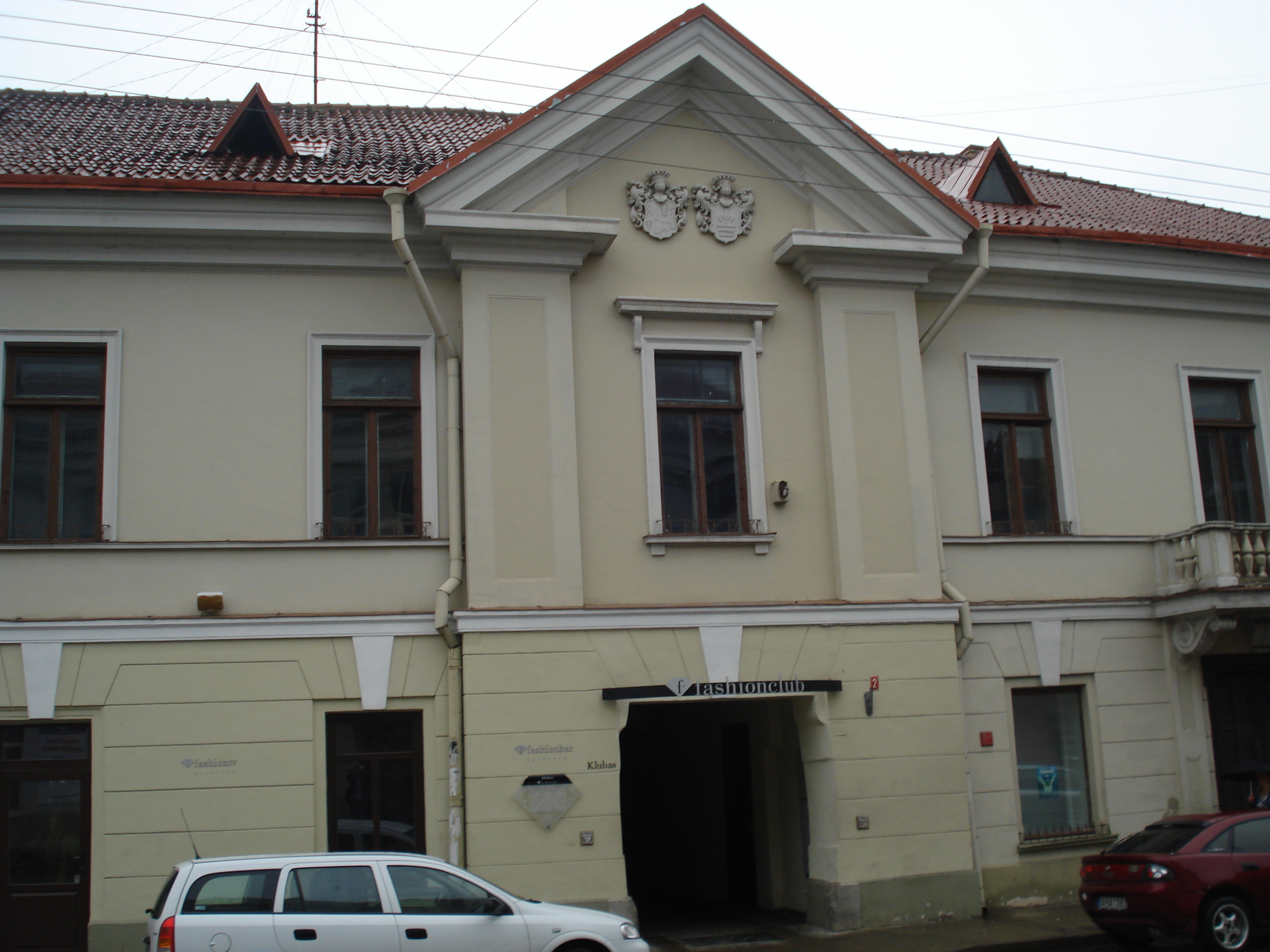
Дворец Умястовских

Напротив дворца Тышкевичей находится дворец Умястовских (Trakų g. 2) — двухэтажное здание второй половины XVIII века с фасадом, выдержанном в неоклассицистских формах; объект культурного наследия Литвы. В нише на углу дома в 1973 году установлена скульптура Станисловаса Кузмы «Городской страж», изображающая рыцаря в латах с копьём.
Во дворе с южной стороны фасада имеется большой балкон (8 х 8 метров) с балюстрадой и небольшой статуей женщины (автор неизвестен). Во дворце размещались президиум центрального совета Общества охраны памятников и краеведения, Музей театра и музыки и другие учреждения; часть здания занимают жилые квартиры. С 1949 года во дворце Умястовских некоторое время действовал Вильнюсский краеведческий музей.
Музей театра и музыки (филиал Литовского художественного музея в здании дворца Умястовских работал с 1964 года; первая выставка была открыта в 1965 году. В 1992 году подразделение Литовского художественного музея стало самостоятельным Музеем театра, музыки и кино. В 1996 году Музей театра, музыки и кино перешёл в отреставрированный малый дворец Радзивиллов на улице Вильняус (Vilniaus g. 41).

### Памятник Юзефу Монтвилле

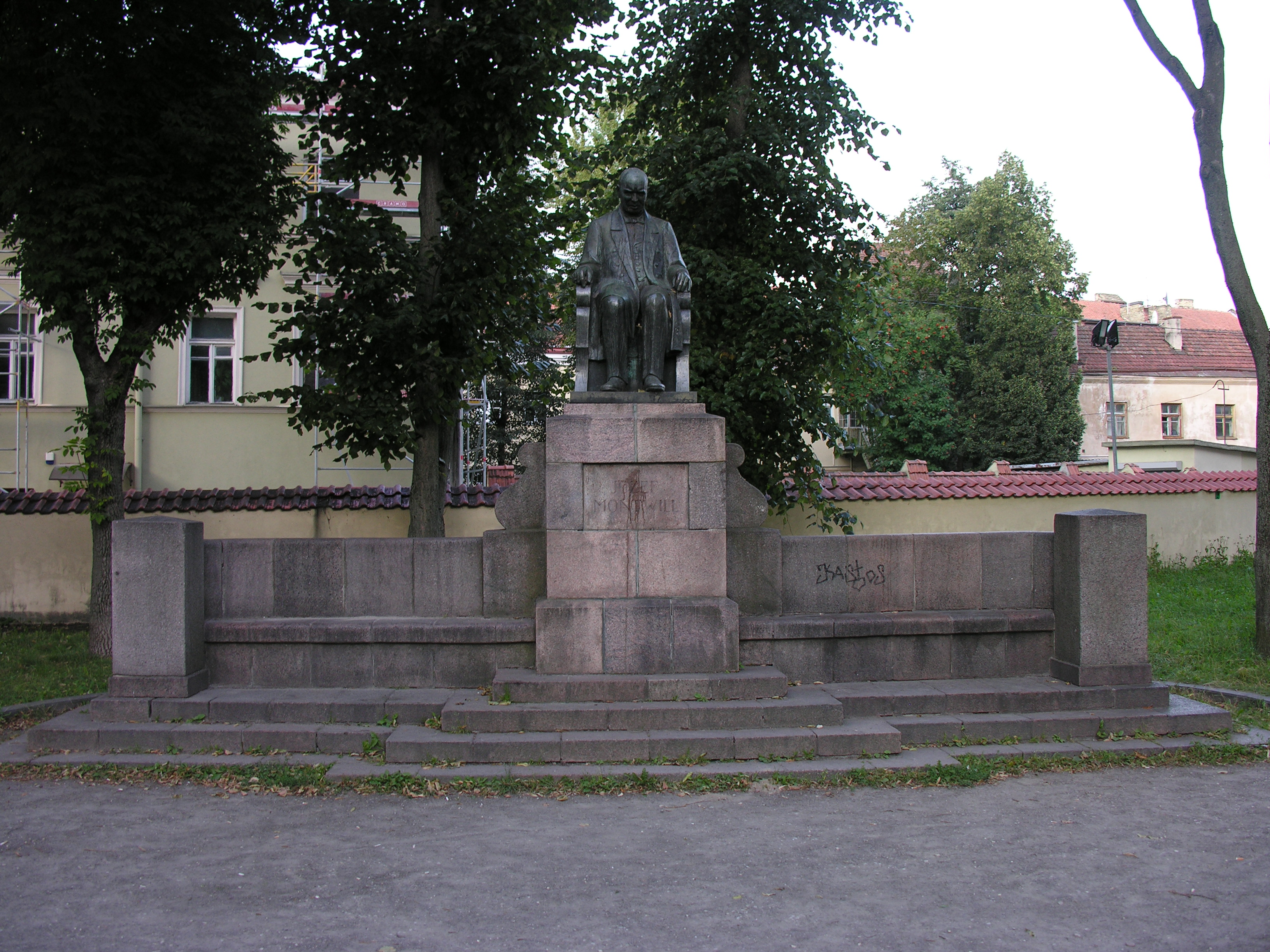
Памятник Юзефу Монтвилле

В сквере с южной стороны улицы Траку находится памятник общественному деятелю, филантропу и меценату Юзефу Монтвилле (по его инициативе в находящемся поблизости францисканском костёле Вознесения Пресвятой Девы Марии в 1908 и 1909 годах были устроены первые в Вильно промышленно-ремесленные выставки).
Памятник состоит из бронзовой фигуры (высотой 1,7 м), сидящей в кресле, и высокого (высотой 2,2 м) гранитного постамента на низком, опоясанном ступенями, цоколе. Скульптуру в 1911 году создал скульптор Болеслава Балзукевича, памятник сооружён в 1932 году (архитектор Ян Боровский)

### Ансамбль францисканского костёла и монастыря

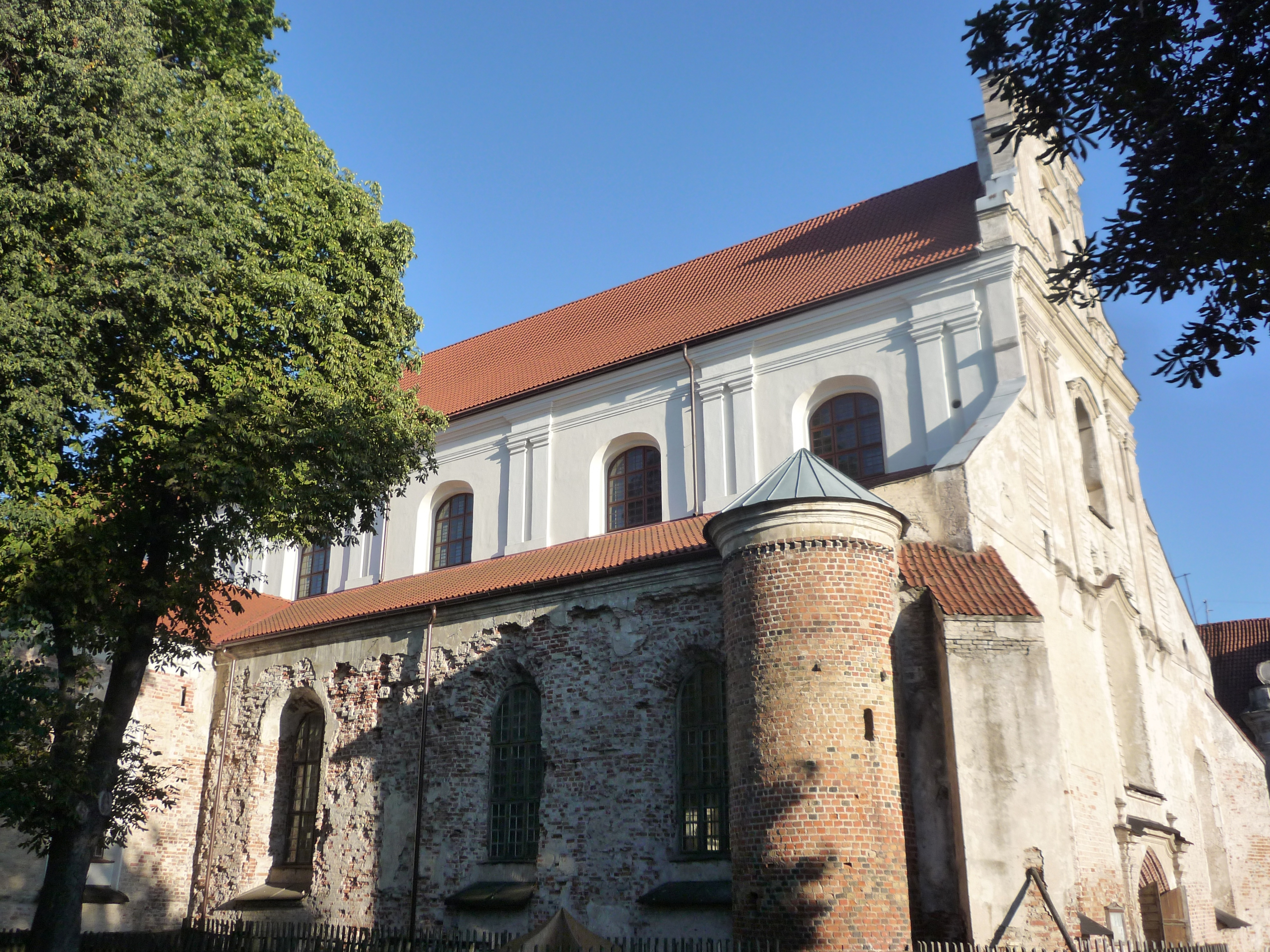
Костёл Вознесения Пресвятой Девы Марии

Ансамбль францисканского костёла и монастыря образует комплекс зданий XIV—XVIII веков, занимающий квартал между улицами Траку (с севера), Кретингос (с востока), Лидос (с юга) и Кедайню (с юго-запада). Доминанта ансамбля — храм, своей массивностью напоминающий крепость.
Монастырь является старейшим в Литве и был построен на средства Петра Гоштовта, пригласившего в 1334 году 35 францисканцев. Первоначальные здания ансамбля были готическими. В 1390 году монастырь был разрушен крестоносцами. В 1399, 1533, 1610 годах и позднее монастырь страдал от пожаров. Большой урон ему был нанесён во время войны 1654—1667 годов. После реконструкции в конце XVIII века здания монастыря и костёла получили формы позднего барокко.

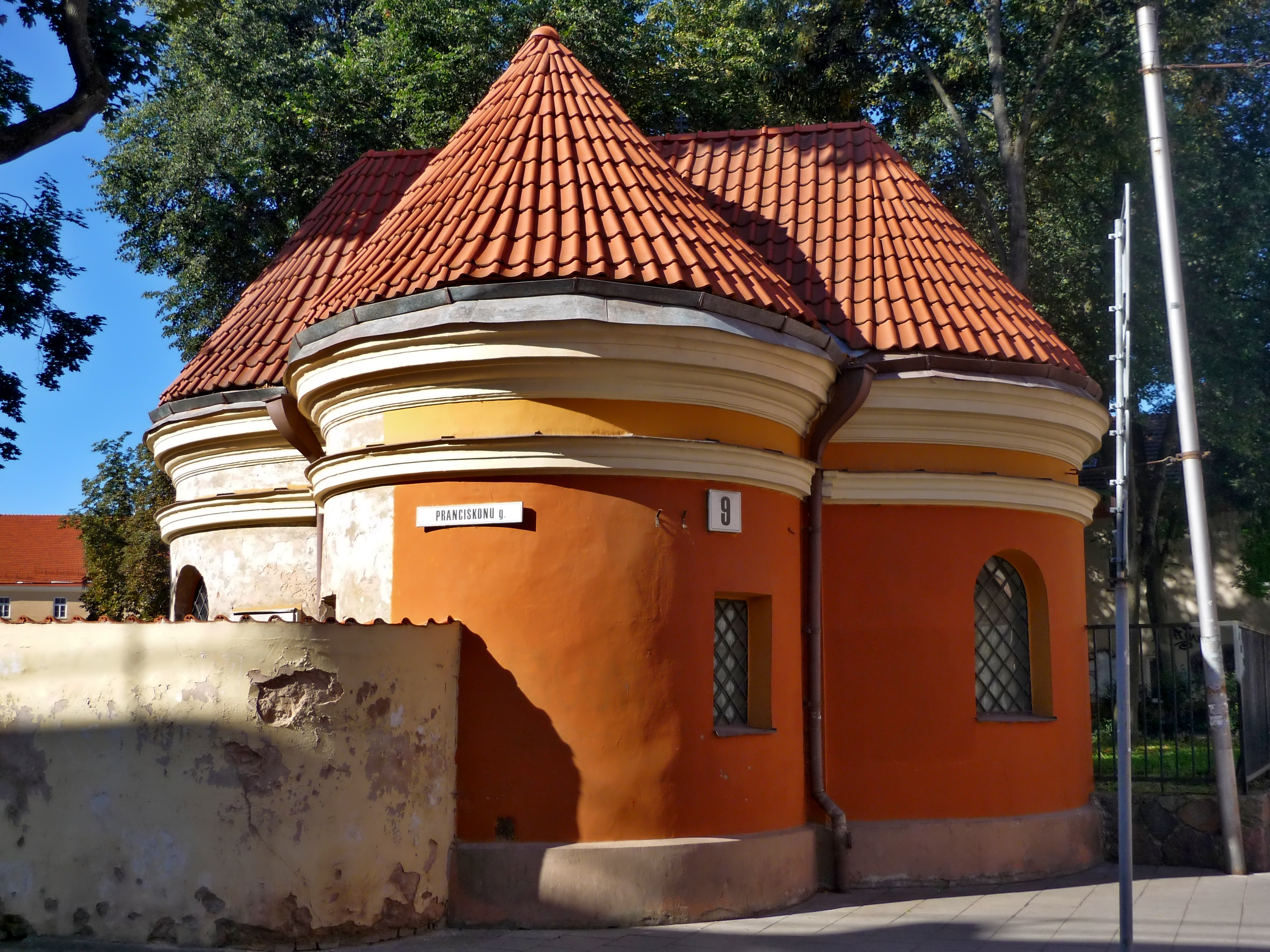
Часовня Сузинов

В 1826—1831 годах в части помещений монастыря располагалась тюрьма, в 1831—1837 годах — военный госпиталь, с 1837 года — губернский архив. В 1864 году монастырь был закрыт. Часть помещений была приспособлена для хранилища архива, в части были жилые квартиры. В 1908—1917 годах в юго-восточном корпусе располагалось Литовское научное общество, в 1908—1924 годах работала первая в Вильнюсе литовская двухклассная школа.
В углу сквера, у улицы, где прежде было кладбище францисканцев, располагается часовня-мавзолей Сузинов. 

### Дворец Тизенгаузов

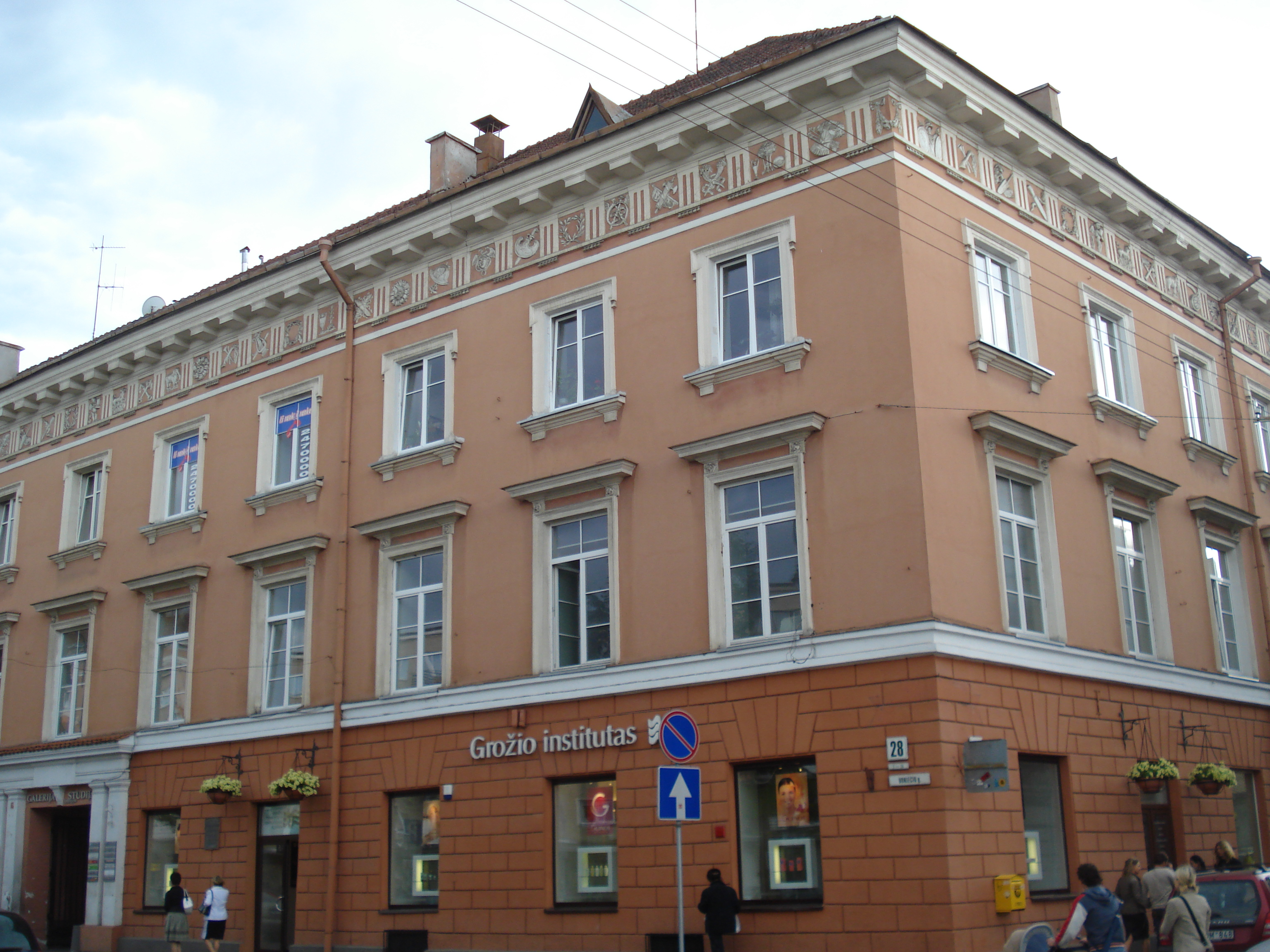
Дворец Тизенгаузов

В конце улицы с южной правой стороны, на углу с улицей Вокечю (Trakų g. 17 /Vokiečių g. 28), находится бывший дворец Тизенгаузов (или Фиттингофов, которым дом принадлежал во второй половине XIX века). Здание выделяется массивностью и декоративными элементами фриза, характерными для XVIII века, с симметричными фасадами с чётким ритмом окон.
Во второй половине XVIII века здание было капитально перестроено и расширено его владельцем Антонием Тизенгаузом. После банкротства и смерти владельца (1785) дворец в 1789 году стал собственностью генеральши фон Фиттингоф (в первом браке Забелло).
В 1790 году здание было реконструировано архитектором Мартином Кнакфусом, после чего дворец приобрёл в основном сохранившийся доныне облик.